# Boroksal
Boroksal – spiek aluminium z tlenkiem boru, B2O3.
Z uwagi na dużą zawartość pochłaniającego neutrony boru stosowany do budowy prętów regulacyjnych i kompensacyjnych reaktorów jądrowych i osłon przed neutronami.